# Пеория (Илинойс)
Вижте пояснителната страница за други значения на Пеория.
Пеория (на английски: Peoria) е град в Илинойс, Съединени американски щати, административен център на окръг Пеория. Разположен е на река Илинойс. Населението му е около 113 000 души (2000).

## Население
Основното население на града е съставено от бели американци- 69,29%, следват: 24,79%- афроамериканци, 2,51%- латиноамериканци, 2,33%- азиатци, и др.

## Родени в Пеория
- Бари Хюгарт (р. 1934 г.) – писател
- Дан Симънс (р. 1948 г.) – писател